# Bernhard von Lohn
Bernhard von Lohn (* 1586–1590; † nach 1638) war ein Dürener Tuchhändler des 17. Jahrhunderts.
Die Geburts- und Todesdaten können nur in etwa angegeben werden, und zwar wurde er zwischen 1586 und 1590 geboren. Er starb 1638 oder 1639. Seine Geschäftsbücher enden 1638. Die Familie stammt möglicherweise aus Lohn bei Jülich. 
Bernhard von Lohn war Sohn des Dürener Wilhelm von Lohn, der der Sohn des Dürener Schöffen Johann von Lohn war. Dieser war Schöffe von 1543 bis 1556. Johann von Lohn war wohl auch um 1565 Bürgermeister von Düren. 
Bernhard von Lohn kam 1604 nach Straßburg zum Tuchhändler Theobald Brandt in die Lehre. 1616 heiratete er Katharina Pyrn, die aus einer Dürener Krämerfamilie stammt. 1629 heiratete er in zweiter Ehe Susanna Oberholz, die einer bedeutenden Kölner Kaufmannsfamilie angehörte. Die erste Ehe blieb kinderlos, aus der zweiten Ehe gab es eine Tochter Maria. Die erste Ehefrau brachte von Lohn das Haus „Zu den sieben Sternen“ am Hühnermarkt mit in die Ehe. Er benutzte das Gebäude als Wohn- und Geschäftshaus. Später war dies das Restaurant „Bürgerhof“, Weierstr. 23. 
1612 gründete von Lohns ein Geschäft in Düren. Es wurde sieben Jahre nach seinem Tod auf Veranlassung seiner Tochter Maria aufgelöst. Sein Geschäftskapital betrug 1631 über 68.000 Gulden. Von Lohn kaufte nichts von den Dürener Tuchmachern. Seine Waren kaufte er zu 48 % in Köln, 20 % in Aachen und 32 % in Frankfurt am Main. Er handelte mit 15 Arten Woll-, 4 Arten Baumwoll-, 7 Arten Leinen-, 13 Arten Misch-, 12 Arten Seidenstoffe sowie 16 Arten sonstiger Waren, die für die Bekleidung benötigt wurden. Sein Absatzgebiet war die Dürener Umgebung bis Köln und Schleiden.